# اندی مایلدر
اندی مایلدر (انگلیسی: Andy Milder؛ زادهٔ ۱۶ اوت ۱۹۶۹) یک هنرپیشه اهل ایالات متحده آمریکا است.

## بخشی از فیلمشناسی
از فیلم‌ها یا برنامه‌های تلویزیونی که وی در آن نقش داشته‌است می‌توان به آثار زیر اشاره کرد.
- آپولو ۱۳
- آرماگدون
- شایعه شده…
- فراست/نیکسون
- تبدیل‌شوندگان (فیلم)
- دومینو (فیلم ۲۰۰۵)
- علف
- بال غربی
- شش فوت زیر زمین
- بوستون لیگال
- پارک‌ها و تفریحات
- متأهل… بچه‌دار
- ذهن‌های مجرم
- آستین و آلی
- درمانگاه خصوصی
- توستر کوچولوی شجاع به مریخ می‌رود
- توستر کوچولوی شجاع برای نجات
- هر کاری خواهم کرد